# 松村武
松村 武（まつむら たけし、1970年10月24日 - ）は、日本の演出家、劇作家、俳優、声優。奈良県大和郡山市出身。血液型O型。尾木プロ THE NEXT所属。妻はバイオリニストの土屋玲子。
奈良女子大学附属高等学校、早稲田大学第一文学部卒業。大学の演劇倶楽部を母体に、高校の同級生だった八嶋智人らとともに劇団カムカムミニキーナを立ち上げ、主宰として作・演出を手掛ける。

## 主な作品
※劇団カムカムミニキーナ全作品の作・演出。ここでは劇団以外の外部作品について挙げる。
- 明治座11月公演「三人吉三江戸青春」（2003年、作・演出）
- ミュージカル「FUTARI -ふたり-」（2003年、脚本）
- カムカムミニキーナ+ネルケプランニングpresents「陥人-どぽんど-」（2006年、脚本・演出）
- 「OUT OF ORDER〜偉人伝心」（2007年、作）
- 敦-杏子 PRODUCE URASUJI「みだれURASUJI★幕末編」「URASUJI・初演版」（2007年、作・演出）
- RUN&GUN Stage「YooSoro！〜日本を変えたヤツらを変えたヤツら〜」（2008年、脚本・演出）
- 「燻し銀河」（2008年、作・演出）
- URASUJI・III-大陸編-「寵愛」（2009年、作・演出)
- Live,Love,Drive. 死神の精度（2009年、演出）
- アトリエ・ダンカンプロデュース オフ・ブロードウェイ・ミュージカル「リトル・ショップ・オブ・ホラーズ」（2010年・2012年、演出）
- シス・カンパニー公演「叔母との旅」（2010年・2013年、演出）
- 柳家喬太郎と松村武がお贈りする 落語と演劇のコラボレーション「ラクエン！」（2010年、脚本(演劇部分)・演出）
- 北九州芸術劇場プロデュース「BEN」（2011年、演出）
- 壱組印「さすらいアジア」（2011年、演出）
- 劇団EXILE W-IMPACT「レッドクリフ-愛-」（2011年、共同脚本）
- 敦×杏子プロデュース URASUJI〜幕末編 II〜「仇花」（2012年、作・演出）
- 「DANCE EARTH〜生命（いのち）の鼓動（リズム）〜」（2013年、脚本）
- 七変化音楽劇 有頂天家族（2014年、本多劇場/京都劇場、脚本・演出）
- DANCE EARTH PROJECT グローバルダンスエンターテインメント「Changes」（2014年、脚本）
- 舞台版こちら葛飾区亀有公園前派出所（2016年、ラサール石井との共同演出）
- 犬夜叉（2017年、脚本）

## 出演作品

### 舞台
- NODA・MAP「走れメルス、少女の唇からはダイナマイト!!」（2004年12月、シアターコクーン）
- 阿佐ヶ谷スパイダース「はたらくおとこ」（2004年4月、本多劇場）
- piper「姫が愛したダニ小僧」（2005年7月、アートスフィア）
- 舞台版こちら葛飾区亀有公園前派出所（2006年） - 越前屋俵太 役
- NODA・MAP 第12回公演「ロープ」（2006年12月、シアターコクーン）
- 「LOVE LETTERS」（2007年7月、PARCO劇場）
- 阿佐ヶ谷スパイダース「少女とガソリン」（2007年、下北沢ザ・スズナリ）
- 「第17捕虜収容所」（2008年、東京グローブ座）
- パルコプロデュース「斎藤幸子」（2009年、ルテアトル銀座 by PARCO）
- 「桃天紅」（2011年4月、本多劇場）
- オフィス3○○「ゲゲゲのげ〜逢魔が時に揺れるブランコ〜」（2011年8月、座・高円寺1）
- 劇団鹿殺し 音楽劇「ボーン・ソングズ」（2013年2月、東京芸術劇場シアターイースト）
- 舞台「半神」（2018年7月、天王洲 銀河劇場 / 同、松下IMPホール） - 老数学者、老ドクター 役
- アカシアの雨が降る時（2021年5月、六本木トリコロールシアター、作・演出：鴻上尚史） - 桜庭俊也 役
  - アカシアの雨が降る時（2023年10月、新国立劇場 他、作・演出：鴻上尚史） - 桜庭俊也 役
- serial number07「Secret War～ひみつせん～」（2022年6月9日 - 19日、東京芸術劇場 シアターウエスト）[5]
- 殿様と私（2025年2月13日 - 3月2日、まつもと市民芸術館 小ホール 他）[6]
- カムカムミニキーナ vol.74「鶴人」（2024年12月5日 - 22日、座・高円寺1 他）[7]
- ラッパ屋 第50回公演「はなしづか」（2025年4月16日 - 23日、紀伊國屋ホール / 4月27日、J:COM 北九州芸術劇場 中劇場）[8]
- LEGENDSTAGE feat. カムカムミニキーナ「よろしく候〜BOTTOM OF HEART〜」（2025年6月26日 - 30日〈予定〉、シアター1010） - 勝海舟 役[9][10]

### 映画
- 茜色の約束 -サンバDO金魚-（2012年2月25日、百米映画社）

### テレビ
- 大河ドラマ 青天を衝け 第11話（2021年4月25日、NHK） - 水野忠精 役

### テレビアニメ
1996年
- こちら葛飾区亀有公園前派出所（船頭、菊池与太郎、竹山松吉、地域課長、鶴田、ソムリエ 他）
- るろうに剣心 -明治剣客浪漫譚-（ヤコブ八蔵、高森、阿武隈四入道、男）

1997年
- アニメDEダウンタウン物語
- ケロケロちゃいむ（タテジマ）
- こちら葛飾区亀有公園前派出所（昇天寺の和尚、農場主、立石）

1998年
- こちら葛飾区亀有公園前派出所（老人）

### ラジオドラマ
- 青春アドベンチャー（NHK-FM）
  - ピーチ・ガイ～ハリウッド・リメイク『桃太郎』～（2021年11月1日 - 12日）[11] - おじいさん、総統、呑み屋の親父 役
  - 『かがみ池のからくり』（2022年2月7日 - 18日）[12] - 脚本と三浦耳丸 役